# セドロス島

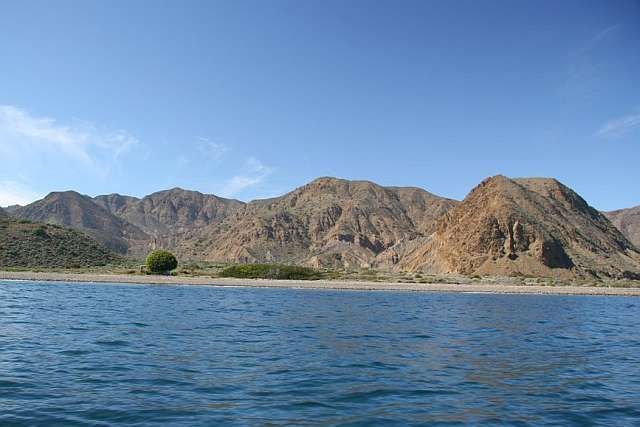
セドロス島

セドロス島（セドロスとう、西: Isla Cedros）は、バハ・カリフォルニア半島の太平洋沖に位置するメキシコの島である。行政上はバハ・カリフォルニア州エンセナーダ自治体に属している。人口1,339人（2010年）。

## 地理
バハ・カリフォルニア・スル州のエウヘニア岬（Punta Eugenia）の北西23kmの距離に位置している。島は南北が38.9km、東西が19.8km、面積は348km²で、ティブロン島、アンヘル・デ・ラ・グアルダ島、コスメル島に次いでメキシコで4番目に大きい島である。セドロス島とエウヘニア岬の間には北緯28度線が横切り、この緯線がバハ・カリフォルニア州とバハ・カリフォルニア・スル州の境界となっている。島の最高地点はセドロス山（標高1,205m）である。島の低地は乾燥しており植生は僅かだが、島を通過する寒流の影響で主に北部と西部で霧と雲が発生するため、標高の高い場所ではオークやマツ等の植生がみられる。また、島の西部には大きなアシカのコロニーが存在する。最も大きな町は島の南東に位置するプエルト・セドロスで、漁業（主にロブスターとアワビ）が盛んである。島の南端に位置するプエルト・モロ・レドンド（単にエル・モロとも呼ぶ）では、対岸のゲレーロ・ネグロの塩田からの塩の積み替え、輸出が主な産業となっている。さらにいくつかの小さな集落が島内に点在する。

## 歴史
考古学的調査により島には10,000年以上前に人類が到達していたと考えられている。1539年にスペインの探検家フランシスコ・デ・ウリョアがカリフォルニア湾の最奥のコロラド川河口に到達した後、バハ・カリフォルニア半島の南端を回り、再度北上して西洋人として初めて島に到達した。この時に100人程度の規模を持つ幾つかの先住民の集落を発見している。先住民はスペイン人に激しく抵抗したものの、西洋人が持ち込んだ疫病により人口は激減した。17世紀末から18世紀初頭にかけて、島を拠点にした海賊がフィリピンからヌエバ・エスパーニャへ向かう財貨を積んだスペインのガレオン船を攻撃していた。イエズス会の宣教師たちは島の先住民への布教が難しいと考え、1732年に先住民をバハ・カリフォルニア本土のサン・イグナシオへ移住させた。その後、1790年から1850年の間にアザラシとラッコの毛皮を求めて猟師が島へ移住してきた。1890年から1917年の間には島の北部のプンタノルテ付近で金と銅の鉱山の開発と採掘が行われた。1920年にはプエルト・セドロスに漁村と缶詰工場が建設され、1966年には塩の船積みのための港がプエルト・モロ・レドンドに建設された。1970年代にメキシコとアメリカの地質学者によって島の詳細な地図が作成された。

## 交通
プエルト・モロ・レドンドにセドロス島空港があり、バハ・カリフォルニア半島内やメキシコ本土間に定期便が就航している。